# Kurata Jaszuharu
Kurata Jaszuharu (Sizuoka, 1963. február 1. –) japán válogatott labdarúgó.

## Nemzeti válogatott
A japán válogatottban 6 mérkőzést játszott.

## Statisztika
| Japán válogatott | Japán válogatott | Japán válogatott |
| Időszak          | Mérk.            | gól              |
| ---------------- | ---------------- | ---------------- |
| 1986             | 1                | 0                |
| 1987             | 5                | 0                |
| Összesen         | 6                | 0                |